# أنيتا كينغ
أنيتا كينغ (بالإنجليزية: Anita King) هي سائقة سيارة سباق وممثلة أمريكية، ولدت في 14 أغسطس 1884 في ميشيغان سيتي في الولايات المتحدة، وتوفيت في 10 يونيو 1963 في هوليوود في الولايات المتحدة بسبب نوبة قلبية.

## وصلات خارجية
- أنيتا كينغ على موقع IMDb (الإنجليزية)
- أنيتا كينغ على موقع أول موفي (الإنجليزية)
- أنيتا كينغ على موقع قاعدة بيانات الفيلم (الإنجليزية)